# Chevry-Cossigny
Chevry-Cossigny – miejscowość i gmina we Francji, w regionie Île-de-France, w departamencie Sekwana i Marna.
Według danych na rok 1990 gminę zamieszkiwały 1954 osoby, a gęstość zaludnienia wynosiła 117 osób/km² (wśród 1287 gmin regionu Île-de-France Chevry-Cossigny plasuje się na 488. miejscu pod względem liczby ludności, natomiast pod względem powierzchni na miejscu 128.).